# Osowa (rejon stoliński)
Osowa (biał. Асавая; ros. Осовая) – wieś na Białorusi, w obwodzie brzeskim, w rejonie stolińskim, w sielsowiecie Widzibór.
Siedziba parafii prawosławnej pw. Narodzenia św. Jana Chrzciciela (z cerkwią zbudowaną w latach 2000–2007) i rzymskokatolickiej pw. Wniebowzięcia Najświętszej Maryi Panny.

## Historia
W XIX w. osada szlachecka i folwark. W dwudziestoleciu międzywojennym leżała w Polsce, w województwie poleskim, w powiecie stolińskim, w gminie Płotnica. Po II wojnie światowej w granicach Związku Sowieckiego. Od 1991 w niepodległej Białorusi.

### Kościół katolicki

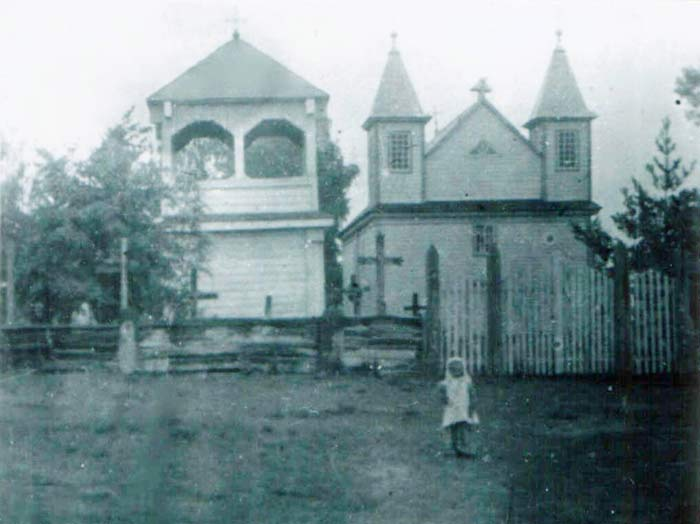
Kościół katolicki z 1648 w latach 30. XX w.

Drewniany kościół katolicki w Osowej został zbudowany w 1648. Dzięki kościołowi miejscowość była jednym z ośrodków kulturalnych Polesia. Po powstaniu styczniowym udało się uniknąć zamknięcia świątyni przez władze. W II poł. XIX w. była ona kaplicą filialną parafii Wniebowzięcia Najświętszej Maryi Panny w Pińsku. W niepodległej Polsce w Osowej istniała samodzielna parafia.
Zabytkowy kościół został rozebrany w 1968 przez komunistów. Po upadku Związku Sowieckiego parafia odrodziła się. W latach 1993–1999 wzniesiono nowy kościół.